# Vânzătorul de ziare
Vânzătorul de ziare (în italiană Il signor Max) este un film de comedie italian din 1937, regizat de Mario Camerini și cu Vittorio De Sica și Assia Noris în rolurile principale.

## Rezumat
Gianni este un vânzător de ziare tânăr și sărac din Roma. Cu toate acestea, în timpul vacanțelor, el pretinde a fi contele Max Varaldo, un aristocrat. Odată, cu prilejul unei croaziere la Napoli, o întâlnește pe Donna Paola, o snoabă bogată, și pe servitoarea ei, Lauretta (o fată obișnuită și timidă). După ce încearcă să stabilească o relație cu Donna Paola, Gianni, dezamăgit, decide să renunțe la alter ego-ul său Max și o cere în căsătorie pe Lauretta. Cu toate acestea, ea crede acum că el este conte. Au loc o serie de încurcături umoristice înainte ca situația să fie clarificată.

## Distribuție
- Vittorio De Sica — Gianni/Max Varaldo
- Assia Noris — Lauretta
- Rubi Dalma⁠(d) — Donna Paola
- Umberto Melnati⁠(d) — Riccardo
- Lilia Dale⁠(d) — Pucci (menționată Adonella)
- Virgilio Riento⁠(d) — Pepe
- Mario Casaleggio⁠(d) — unchiul Pietro
- Caterina Collo — mătușa Lucia
- Ernesto Ghigi — Pierino
- Romolo Costa⁠(d) — comandantul Baldi
- Lilia Silvi⁠(d) — vânzătoarea din livadă
- Giuseppe Pierozzi⁠(d) — taximetrist
- Albino Principe — Bubi Bonci
- Clara Padoa — Jeanne, atleta din tren
- Luciano Dorcoratto — ghidul
- Desiderio Nobile — maiorul
- Armando Petroni — farmacistul
- Edda Soligo⁠(d) — o fată de la bal
- Gianfranco Zanchi⁠(d) — adevăratul Max Varaldo